# Лиза-грек
«Lisa the Greek» (с англ. — «Прогнозы Лизы») — четырнадцатый эпизод третьего сезона мультсериала «Симпсоны». Вышел в эфир 23 января 1992 года.

## Сюжет
Лиза сделала дом для куклы Малибу Стейси из коробки для туфель. Она хочет показать его Гомеру, но тот не обращает на неё внимания, так как смотрит телевизор. Расстроенная Лиза идет к маме. Мардж говорит ей, чтобы она попробовала провести с Гомером время, и понять его интересы. Лиза приходит к отцу, когда тот смотрит американский футбол по телевизору. Гомер поставил деньги на Денвер. Вскоре Гомер обнаруживает, что Лиза имеет странную способность выбирать победителей футбольных матчей. Скоро они оба проводят каждый воскресный полдень вместе, делая ставки на футбольные команды и выигрывая.
Но вскоре Мардж начинает обвинять мужа в обмане. Лиза поняла, что папа её использовал ради ставок, а не для совместного времяпрепровождения.

## Награды
- Серия удостоена премии «Эмми» за лучшее озвучивание 1992 года для Ярдли Смит за озвучивание Лизы Симпсон.